# Kentalis
Koninklijke Kentalis is een Nederlandse organisatie die onderzoek, zorg en onderwijs biedt aan mensen met beperkingen in horen en communiceren,
- doordat ze doofblind, doof of slechthorend zijn,
- een taalontwikkelingsstoornis (TOS) hebben,
- of een communicatief meervoudige beperking (CMB) hebben. Bijvoorbeeld een taalontwikkelingsstoornis en ontwikkelingsstoornis. Of gehoorverlies, een verstandelijke beperking en een lichamelijke beperking. Hierdoor verloopt de communicatie met anderen moeizamer.

Kentalis heeft meerdere vestigingen, verdeeld over het land, waaronder scholen voor speciaal (voortgezet) onderwijs, woon- en behandellocaties en 13 audiologische centra. Het hoofdkantoor is in Utrecht; een groot deel van de ondersteunende diensten is gehuisvest in Sint-Michielsgestel.
Geschiedenis in het kort
Kentalis is in 2009 ontstaan uit een fusie van Koninklijke Effatha Guyot Groep, stichting Viataal en Sint Marie, een orthopedagogisch kennis- en expertisecentrum.
Na de fusie in 2002 tussen Henri Daniel Guyot Instituut te Groningen en Effatha te Zoetermeer mocht KEGG het predicaat Koninklijk overnemen van Guyot. Kentalis heeft dit recht eveneens verworven na de daaropvolgende fusie tussen KEGG, Viataal (waar het vroegere Instituut voor Doven was gevestigd) en Sint Marie.
Expertise
Kentalis investeert in het ontwikkelen, toepassen en delen van expertise, onder andere door leerstoelen bij Radboud Universiteit en Rijksuniversiteit Groningen.
Net als NSDSK, Koninklijke Auris Groep, Pento experts in horen en verstaan en Milo is Kentalis een door ZonMw erkende expertiseorganisatie op het gebied van auditieve en communicatieve beperkingen. Sinds 2020 werken deze organisaties samen onder de naam Deelkracht, waar ook andere organisaties die actief zijn in de sector zich bij aangesloten hebben. De samenwerking bestaat uit verschillende deelprogramma's: doof/slechthorend, taalontwikkelingsstoornis, doofblindheid en communicatief meervoudige beperking.
Kentalis werkt ook samen met diverse organisaties in het buitenland.